# Józef Andrzej Gierowski

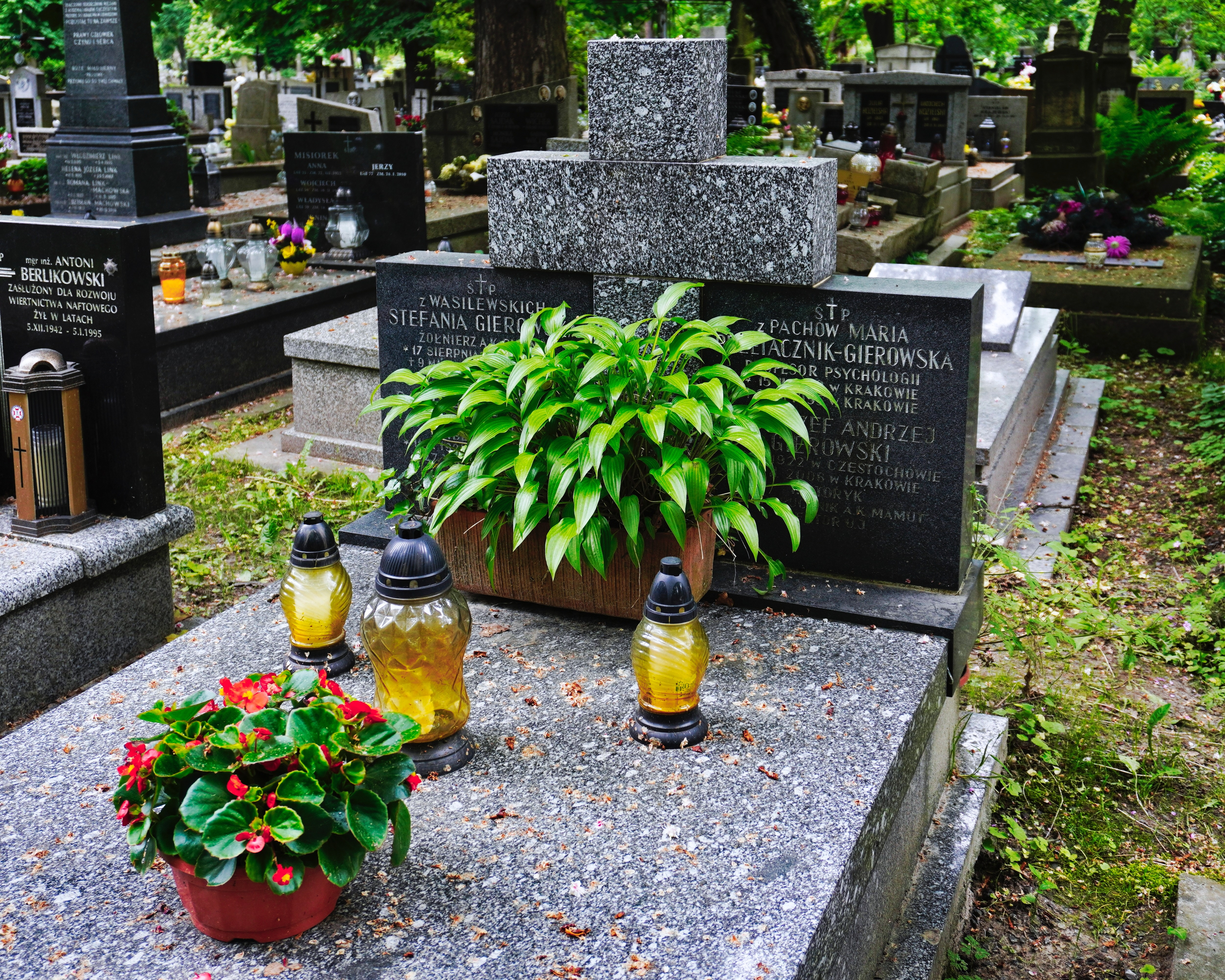
Grób Józefa Andrzeja Gierowskiego na cmentarzu Rakowickim w Krakowie

Józef Andrzej Gierowski (ur. 19 marca 1922 w Częstochowie, zm. 17 lutego 2006 w Krakowie) – polski historyk, profesor nauk historycznych o specjalności historia nowożytna, rektor Uniwersytetu Jagiellońskiego, poseł na Sejm PRL IX kadencji.

## Życiorys
Syn Józefa (lekarza), brat Stefana Gierowskiego, profesora Akademii Sztuk Pięknych w Warszawie.
W latach II wojny światowej żołnierz Związku Walki Zbrojnej, następnie Armii Krajowej. Był kierownikiem referatu informacyjnego VI Wydziału Okręgu Kielecko-Radomskiego, wydawcą i redaktorem pisma „Prawda Polska”. W styczniu 1945 został mianowany porucznikiem AK. W tym czasie studiował również na tajnych kompletach Uniwersytetu Jagiellońskiego. Był uczniem prof. Władysława Konopczyńskiego.
Studia ukończył w 1946. W tym samym roku rozpoczął pracę naukową na Uniwersytecie Wrocławskim (w latach 1954–1955 był prodziekanem, w latach 1964–1965 dziekanem Wydziału Filozoficzno-Historycznego, a w latach 1958–1961 prorektorem), zostając równocześnie członkiem Polskiego Towarzystwa Historycznego. Stopień doktora uzyskał w 1947, stopień profesora nadzwyczajnego w 1958, a profesorem zwyczajnym został w 1970. W latach 1953–1968 był kierownikiem Instytutu Historii PAN w Krakowie, a następnie w latach 1977–1981 kierował Zakładem Historii Śląska PAN.
W 1965 przeniósł się do Krakowa na Uniwersytet Jagielloński, obejmując kierownictwo Katedry Historii Polski XVI–XVIII wieku. Kierował następnie Zakładem Historii Nowożytnej Powszechnej. W latach 1967–1972 był dyrektorem Instytutu Historii UJ. W 1981 został wybrany, w pierwszych od dziesięcioleci demokratycznych wyborach, na rektora UJ. Uniwersytetem jako rektor kierował do 1987. Po wprowadzeniu stanu wojennego udało mu się szybko doprowadzić do uwolnienia internowanych pracowników i studentów UJ (przed końcem 1981). W 1983 wręczył papieżowi Janowi Pawłowi II doktorat honoris causa UJ. W 1984 powołał komisję, która, chociaż pomysł wówczas wydawał się nierealny, rozpoczęła cały proces budowy nowego kampusu UJ (prace kontynuowali później jego następcy: prof. Aleksander Koj, prof. Andrzej Pelczar, a do końca doprowadził prof. Franciszek Ziejka). Jako rektor i poseł na Sejm w latach 1985–1989 prof. Józef Andrzej Gierowski walczył o jak najszerszą autonomię szkół wyższych. W latach 1986–1989 był również członkiem Rady Konsultacyjnej przy Przewodniczącym Rady Państwa oraz Ogólnopolskiego Komitetu Grunwaldzkiego.
W 1986 założył na UJ pierwszy w Polsce Międzywydziałowy Zakład Historii i Kultury Żydów w Polsce podniesiony później do rangi Katedry Judaistyki. W 1989 został członkiem Polskiej Akademii Umiejętności. 27 marca 1990 został wybrany dyrektorem Wydziału II Filozoficzno-Historycznego PAU. W latach 1991–1995 wchodził w skład Rady do spraw stosunków polsko-żydowskich przy Prezydencie RP. W 1993 został przewodniczącym Rady Fundacji Judaica. Od tego samego roku uczestniczył w pracach Głównej Komisji Badania Zbrodni przeciwko Narodowi Polskiemu.
Został pochowany na cmentarzu Rakowickim w Krakowie.

## Odznaczenia i nagrody
Odznaczony, m.in. Srebrnym Krzyżem Zasługi (1954), Medalem 10-lecia Polski Ludowej (1955), Medalem Komisji Edukacji Narodowej (1976), Krzyżem Komandorskim (Commendatore) Orderu Zasługi Republiki Włoskiej (1986), Krzyżem Armii Krajowej (1994), Medalem „Zasłużony dla Tolerancji” (1999), Krzyżem Komandorskim z Gwiazdą Orderu Odrodzenia Polski (1999), Krzyżem Oficerskim Orderu Odrodzenia Polski oraz nagrodą Stołecznego Królewskiego Miasta Krakowa (grudzień 2005).

## Doktoraty honoris causa
- W 1983 został doktorem honoris causa Uppsala Universitet (Szwecja).
- 18 maja 1986 został doktorem honoris causa University of Connecticut (USA).
- 8 maja 1992 został doktorem honoris causa Uniwersytetu Wrocławskiego (Polska).
- W 1987 po 50 latach od uzyskania tytułu doktora Uniwersytet Jagielloński odnowił mu jego doktorat, co jest równoznaczne z nadaniem doktoratu honoris causa.

## Prace naukowe
Profesor Józef Andrzej Gierowski jest autorem 380 prac naukowych i publikacji, w tym kilku książek o charakterze monograficznym:
- Między saskim absolutyzmem, a złotą wolnością z 1953[5]
- Sejmik Generalny Księstwa Mazowieckiego[5]
- Dzieje Wrocławia 1618–1741[5]
- W cieniu Ligi Północnej z 1971[5]
- Kartki z rodowodu biedoty wiejskiej[5]
- Traktat przyjaźni Polski z Francją w 1714 r. z 1965
- Historia Włoch z 1986
- Rzeczpospolita w dobie złotej wolności (1648–1763) – 5 tom Wielkiej Historii Polski (wydanie 10 tomowe)
- Historia Polski t. II 1505–1764 i t. III 1764–1864 – praca ta w czterech tomach została napisana wspólnie z profesorami: Jerzym Wyrozumskim (Historia Polski do 1505 r. t. I) i Józefem Buszką (tom IV). Pierwsze wydanie ukazało się w 1978[5]